# Stephanopis trilobata
Stephanopis trilobata es una especie de araña del género Stephanopis, familia Thomisidae.

## Distribución
Se distribuye por Brasil.

## Taxonomía
Fue descrita por Mello-Leitao en 1929.
Tratamiento taxonómico
La especie aparece registrada y publicada en Mello-Leitao 1929d: 56, f. 136.